# Campeonato Sul-Americano de Clubes de Futsal de 2003
O Campeonato Sul-Americano de Clubes de Futsal de 2003 foi a quarta edição da principal competição de clubes de futsal do continente, a segunda sob a chancela da Confederação Sul-Americana de Futebol (CONMEBOL). A fase final e a Zona Norte ocorreram em Carlos Barbosa, Brasil e a Zona Sul em Arica, Chile, entre 7 de junho e 26 de outubro.

## Formato
A competição foi dividida em duas zonas: "Zona Norte" e "Zona Sul". A Zona Norte foi composta de dois grupos de três times cada, onde os dois primeiros colocados de cada grupo se classificaram para a final da fase norte, os dois segundos para a disputa de terceiro e quarto lugar e os dois terceiros para a disputa de quinto e sexto lugar. O campeão da fase norte, estava classificado para a fase final.
A Zona Sul teve a mesma fórmula de disputa da zona norte, mas com 4 times em cada um dos dois grupos.
Na fase final se enfrentaram o campeão da Zona Norte e o campeão da Zona Sul, em dois jogos em Carlos Barbosa, Brasil.